# The Love Racket
The Love Racket é um filme norte-americano de 1929, dos gêneros drama e policial, dirigido por William A. Seiter e estrelado por Dorothy Mackaill. Foi baseado em uma peça de teatro da Broadway, The Woman on the Jury, de Bernard K. Burns, e é um remake de um filme mudo de mesmo nome, lançado em 1924, que foi estrelado por Bessie Love. The Love Racket é agora considerado um filme perdido.
Myrtle Stedman reprisa seu papel da versão silenciosa desse filme.

## Elenco
- Dorothy Mackaill - Betty Brown
- Sidney Blackmer - Fred Masters
- Edmund Burns - George Wayne
- Myrtle Stedman - Marion Masters
- Edwards Davis - Judge Davis
- Webster Campbell - Advogado de acusação
- Clarence Burton - Advogado de defesa
- Alice Day - Grace Pierce
- Edith Yorke - Sra. Pierce
- Martha Mattox - Sra. Slade
- Tom Mahoney - Detective McGuire
- Jack Curtis - John Gerrity